# Kadur, Hirekerur
Kadur là một làng thuộc tehsil Hirekerur, huyện Haveri, bang Karnataka, Ấn Độ.